# (14333) Alanfischer
(14333) Alanfischer es un asteroide perteneciente al cinturón de asteroides, región del sistema solar que se encuentra entre las órbitas de Marte y Júpiter.
Fue descubierto el 1 de marzo de 1981 por Schelte John Bus  desde el Observatorio de Siding Spring, Nueva Gales del Sur, Australia.

## Designación y nombre
Designado provisionalmente como 1981 ED34, fue nombrado por Alan Fischer (nacido en 1957) quien es un periodista estadounidense y el primer responsable de información pública del Instituto de Ciencias Planetarias. Ha escrito sobre los resultados de las investigaciones de más de 100 científicos, comunicando al público el entusiasmo por su trabajo y fomentando la alfabetización científica. Es un firme defensor de la participación de los científicos con el público.

## Características orbitales
Alanfischer está situado a una distancia media del Sol de 2,443 ua, pudiendo alejarse hasta 2,926 ua y acercarse hasta 1,960 ua. Su excentricidad es 0,198 y la inclinación orbital 2,161 grados. Emplea 1394,62 días en completar una órbita alrededor del Sol.

## Características físicas
La magnitud absoluta de Alanfischer es 15,58. 